# American Public Media
American Public Media (APM) ist ein landesweiter Produzent von Public-Radio-Programmen in den Vereinigten Staaten und Teil der nichtkommerziellen American Public Media Group. Selbst betreibt APM Radiostationen in Minnesota und Kalifornien. Minnesota Public Radio und das Southern California Public Radio verwenden das Logo von APM.
Sitz der 2004 gegründeten Organisation ist Saint Paul, Minnesota. Nach dem National Public Radio ist es das größte landesweit tätige Netzwerk.
Bis Juli 2015 betrieb APM auch Classical South Florida, das mittlerweile an die Educational Media Foundation, einer religiösen Rundfunkanstalt in Kalifornien, verkauft wurde.
Zu den bekanntesten Produktionen von APM gehört derzeit die Show von Garrison Keillor und von Krista Tippett. Garrison Keillors Show wird auch über die NPR-Affiliates ausgestrahlt.

## Programme
APM verbreitet:
- BBC World Service
- Classical 24
- Composers Datebook
- The Dinner Party Download
- Freakonomics Radio (produziert von  WNYC)[2]
- Marketplace
- Marketplace Morning Report
- Marketplace Weekend
- Marketplace Tech
- Performance Today
- Pipedreams
- A Prairie Home Companion
- The Splendid Table
- SymponyCast
- The Writer's Almanac

Daneben werden eine Reihe unregelmäßiger Sendungen, wie Weihnachtsprogramme und die BBC Proms verbreitet.